# Les Planes (la Vall de Bianya)
Les Planes és una obra de la Vall de Bianya (Garrotxa) inclosa a l'Inventari del Patrimoni Arquitectònic de Catalunya.

## Descripció
Les Planes, juntament amb Torrent Mitjà, eren les cases més importants de la vall de Sant Ponç d'Aulina. La primera va disposar de molí a la riera, del qual avui se'n poden veure les restes de les parets, amagades per la vegetació, i la petita resclosa. El mas és de planta rectangular i teulat a dues aigües amb els vessants vers les façanes principals. Va ser bastit amb pedra menuda, llevat de les cantoneres.
No hi ha dades històriques que facin referència al mas, però per la seva arquitectura podem dir que es va començar amb un cos primitiu que a mesura del temps es va anar ampliant, aquestes remodelacions són molt visibles en els murs. La principal fou a finals del segle xviii o principis del XIX, moment en què es va bastir la galeria de la façana de migdia. Aquesta té dos arcs de punt rodó en els baixos; quatre de més petits, fets de rajols, en el primer pis i quatre més en el pis superior.
Completen el conjunt una magnífica pallissa, l'era i cabanes. La pallissa és de planta rectangular i teulat a dues aigües amb els vessants vers les façanes laterals. Té dos grans arcades de mig punt en els baixos de diferents alçades i amplades. En el primer pis té un gran badiu al costat esquerre i una finestreta amb llinda de fusta al costat dret. Va ser realitzada amb pedra gran, poc escairada, llevat de les cantoneres.
Al costat de la pallissa hi veiem un gran corral de planta rectangular i teulat a un sol vessant. Disposa de sis finestres als baixos que miren a la façana de migdia, el primer pis té el terra empostissat. L'estructura d'aquest corral és de bigues de fusta més dos pilars centrals de pedra que reforcen el conjunt.